# Ау (Њемачка)
Ау (њем. Au) град је у њемачкој савезној држави Баден-Виртемберг. Једно је од 50 општинских средишта округа Брајсгау-Хохшварцвалд. Према процјени из 2010. у граду је живјело 1.455 становника. Посједује регионалну шифру (AGS) 8315003.

## Географски и демографски подаци
Ау се налази у савезној држави Баден-Виртемберг у округу Брајсгау-Хохшварцвалд. Град се налази на надморској висини од 285-643 метра. Површина општине износи 4,0 km². У самом граду је, према процјени из 2010. године, живјело 1.455 становника. Просјечна густина становништва износи 365 становника/km².